# 3562 Ігнатіус
3562 Ігнатіус (3562 Ignatius) — астероїд головного поясу, відкритий 8 січня 1984 року.
Тіссеранів параметр щодо Юпітера — 3,542.